# Coniopteryx (Xeroconiopteryx) pembertoni
Coniopteryx (Xeroconiopteryx) pembertoni is een insect uit de familie van de dwerggaasvliegen (Coniopterygidae), die tot de orde netvleugeligen (Neuroptera) behoort. 
Coniopteryx (Xeroconiopteryx) pembertoni is voor het eerst wetenschappelijk beschreven door Kimmins in 1953.